# Киевский политехнический институт
Национальный технический университет Украины «Киевский политехнический институт имени Игоря Сикорского» (сокращённо КПИ) (укр. Національний технічний університет України «Київський політехнічний інститут імені Ігоря Сікорського») — один из самых крупных украинских университетов, основанный в 1898 году. В его состав входят 18 факультетов, 7 учебно-научных институтов (в том числе один военный), совместный факультет машиностроения, филиал в городе Славутиче, 15 научно-исследовательских институтов и научных центров, конструкторское бюро и другие структуры.
Осуществляется подготовка бакалавров (по 125 специальностям), специалистов (по 115 специальностям), магистров инженерии, магистров, кандидатов наук, докторов наук. Среди преподавательского состава — 10 академиков и членов-корреспондентов НАН Украины, более 500 профессоров, более 1300 доцентов.
В университете работает подготовительное отделение, на котором иностранные слушатели на протяжении 10 месяцев изучают украинский, русский или английский языки, математику, физику, биологию и прочие дисциплины в объёме, необходимом для дальнейшего овладения университетской программой.
Университет создан, работает и развивается уже 120 лет как кампус, в котором на одной территории в 160 гектаров органически объединены условия для обучения, занятия спортом, отдыха и занятия личными увлечениями всего 50-тысячного коллектива. За время своего существования КПИ подготовил почти 370 тысяч специалистов, из них 60 тысяч — в период независимости Украины. Летом 2016 года вуз получил имя знаменитого авиаконструктора Игоря Сикорского.
КПИ регулярно занимает первые места в разнообразных рейтингах украинских университетов.

## История

### Киевский политехнический институт императора Александра II

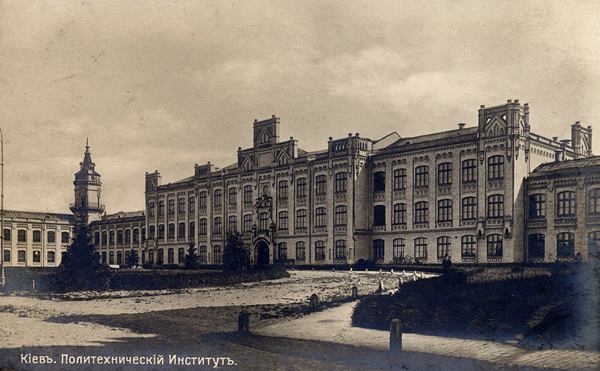
Киевский политехнический институт, XX ст.

Возникновение Киевского политехнического института, как и целого ряда других технических учебных заведений на рубеже XIX—XX столетий предопределено экономическим развитием Российской империи: бурный рост производства повышал спрос на квалифицированных специалистов. Киевский политехнический институт создан в 1898 году в составе 4 отделений (факультетов): механического, химического, сельскохозяйственного и инженерного. Главный корпус был торжественно заложен 30 августа 1898 года, а 31 августа состоялось торжественное открытие Киевского политехнического института.

### 1920—1991 годы
Весной 1921 года был проведён первый при Советской власти приём студентов в КПИ. Общее количество студентов, принятых на факультеты, составляли 870 человек. Зимой 1922 года была проведена первая перерегистрация студенчества, которая определила их количество — 2080 человек. При КПИ в 1923 году действовало восемь научно-исследовательских кафедр:
1. строительного искусства;
2. механической технологии;
3. физики;
4. гидрологии;
5. электромеханики;
6. химии;
7. химической технологии;
8. технологии сельскохозяйственных производств.

В конце 1930-х годов были построены два первых студенческих общежития, осуществлялось строительство нового крыла химического дома. Позже был отстроенный стадион и ещё одно общежитие.
Данный период сопровождается следующим развитием научных школ. Научная школа строительной механики, заложенная В. Л. Кирпичёвым, была развитой выдающимся учёным в отрасли теории упругости О. М. Дынником, проф. К. К. Симинским, изучавший вопрос пространственных форм мостов. Киевская физико-химическая школа возникла и развилась на кафедрах общей и физической химии института. Во главе этой школы стоял акад. Л. В. Писаржевский.
В 1934 году в процессе реорганизации получил название Киевский индустриальный институт (КИИ).
Во время Великой Отечественной войны 1941—1945 годов на фронтах сражалось свыше 1200 студентов, преподавателей и сотрудников института. В начале июля 1941 года институт был эвакуирован в Ташкент, куда переехали 46 профессоров и доцентов, 36 преподавателей и аспирантов, 19 сотрудников и свыше 500 студентов.
В июле 1944 года институту было возвращено название Киевский политехнический (КПИ). Новый учебный год после эвакуации, начался 1 октября 1944 года. В это время в его составе было 8 факультетов и 43 кафедры. Профессорско-преподавательский состав насчитывал 7 академиков и членов-корреспондентов АН Украины, около 200 докторов и профессоров, кандидатов и доцентов, на факультетах училось около 1760 студентов. В это время открываются новые факультеты: металлургический (инженерно-физический), горный, инженерно-педагогический. Механико-машиностроительный факультет готовит в течение 1945—1955 года инженеров по автомобилестроению и тракторостроению, с 1949 года самостоятельно существовал сварочный факультет.
В 1953 году открылся заочный факультет, в 1954 году — киноинженерный (на базе Киевского института кинематографии), в 1958 году — вечерний факультет.
В послевоенный период развивались следующие новые научные школы: по динамике машин и прочности материалов, по разработке технологий модифицированного чугуна, по разработке технологии высокотемпературных материалов, радиотехники и электроники, вычислительной технике, электроприводов и автоматизации промышленных установок, станков с числовым программным управлением. В середине 1970-х годов в институте насчитывалось около 24 тыс. студентов, аспирантов и слушателей курсов, которые завладели 60 специальностями. Общая численность преподавательского и хозяйственного персонала составляла 5 тыс. человек. Институт насчитывал около 1200 студентов-иностранцев из 44 стран мира. В 1972 году КПИ получил статус научного заведения первой категории и, владея значительным научным потенциалом, превратился в большой научный центр. Научный потенциал КПИ был очень мощным: ежегодно на Украине около 10 процентов диссертаций в отрасли технических наук защищали представители «КПИ». КПИ представлял около 60 процентов объёмов работ всех технических вузов страны. Путь КПИ к своему признанию главным учебно-научным центром высшего технического образования на Украине, к его интеграции в мировую систему образования, которая является одной из главных составных частей стратегии развития учебно-научного процесса института и которая осуществляется сейчас благодаря инициативам и вдохновенному труду руководства института, его выдающихся учёных, талантливых преподавателей, — этот путь начинался во второй половине 1990-х годов.
8 октября 1992 года на должность ректора был избран М. З. Згуровский. Важнейшим шагом на пути к реализации программы нового ректора стала аккредитация КПИ. Институту была предоставлена автономия относительно определения содержания образования, структуры, плана приёма, определения длительности учёбы, присвоения учёных степеней, финансирования согласно более высоким нормативам. Большим отличием творческого труда коллектива Киевского политехнического института было предоставление ему решением Президента Украины от 8 апреля 1995 года статуса Национального технического университета Украины. В 1998 году в стенах КПИ был отмечен его столетний юбилей. По решению Генеральной конференции ЮНЕСКО соответствующее событие было внесено в перечень событий, которые отмечаются при участии этой влиятельной международной организации.

### Современный НТУУ «КПИ»
В результате реорганизации системы подразделений Минобразования УССР на базе Киевского вечернего факультета Украинского полиграфического института им. И. Фёдорова в 1989 году в структуру КПИ вошёл полиграфический факультет, который с 6 сентября 2004 года переименован на Издательско-полиграфический институт. Сегодня Киевский политехнический институт — наибольшее высшее учебное заведение Украины. Одним из первых университетов Украины НТУУ «КПИ» в сентябре 2003 года присоединился к содружеству университетов, которые подписали «Большую Хартию Университетов» Европы (лат. Magna Charta Universitatum).
В апреле 2007 года на Коллегии МОН Украины было принято решение о предоставлении КПИ статуса исследовательского университета, Устав которого утверждён Постановлением Кабинета Министров Украины от 21.11.2007 г. № 1332. Постановлением Кабинета Министров Украины от 03.02.2010 г. № 76 НТУУ «КПИ» предоставлен статус самоуправного (автономного) исследовательского национального университета. Сотрудничество со 100 иностранными университетами-партнёрами осуществляется согласно межуниверситетским соглашениям. В частности, создан Общий украинско-немецкий факультет машиностроения с университетом им. Отто фон Герике (г. Магдебург, Германия), разработан проект с Дрезденским Техническим Университетом относительно двойного диплома; реализуется также проект со Средне-восточным университетом (Турция) относительно создания студенческого микроспутника и беспилотного летательного аппарата; в содружестве с Чжэцзянский университет (г. Ханчжоу) создан Украинско-китайский центр высоких технологий; фирмы Siemens, Motorola, Festo открыли в КПИ свои лаборатории, где ведётся целенаправленная подготовка специалистов.
Также Киевский политехнический институт известен своими памятниками. Например, перед 12 корпусом расположен «Памятник Шаре», а перед химическим факультетом находится скульптура в виде стопки книг, вырезанная из ствола росшего здесь столетнего дуба.

## Корпуса и здания

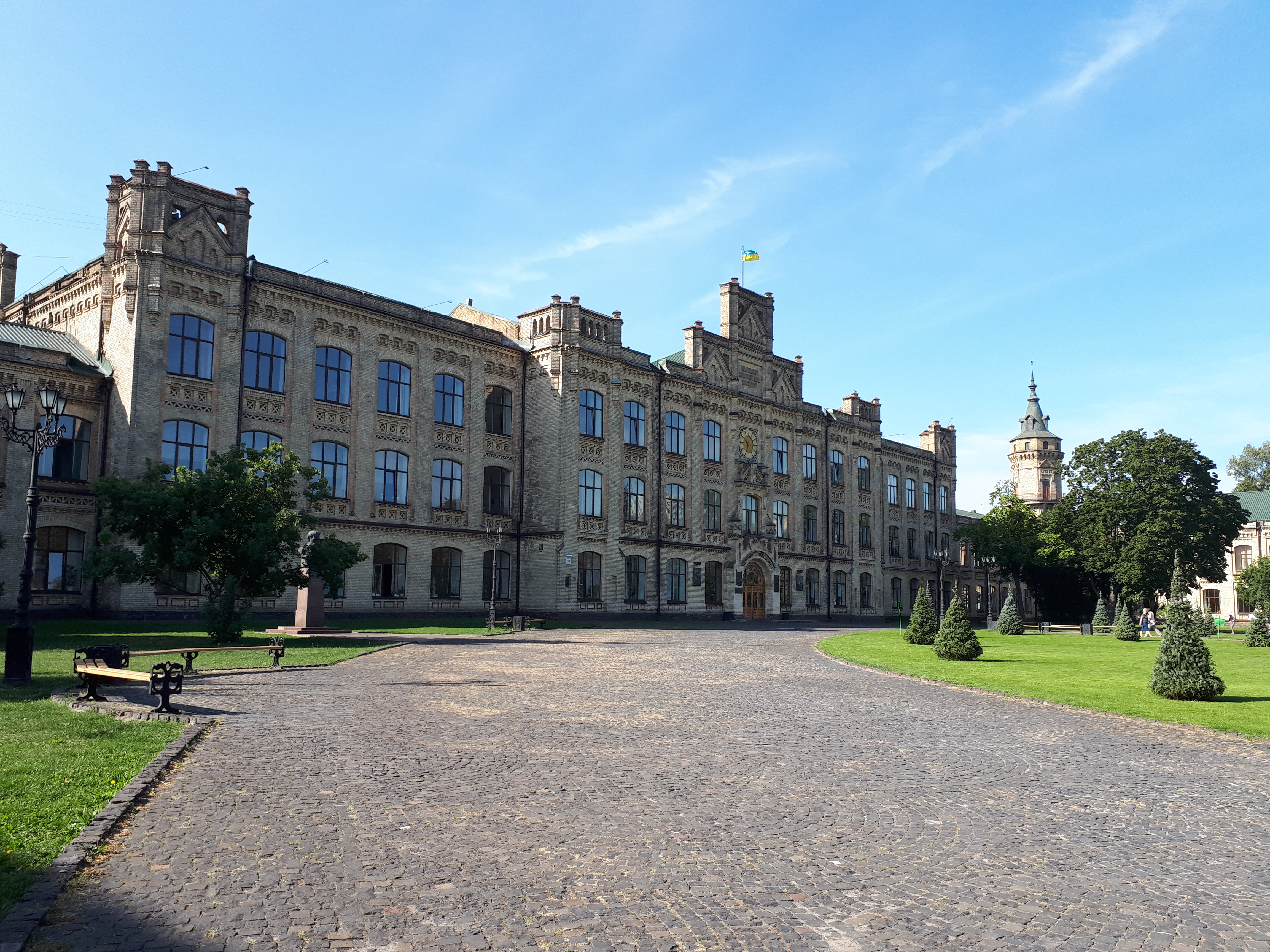
Главный корпус НТУУ «КПИ»

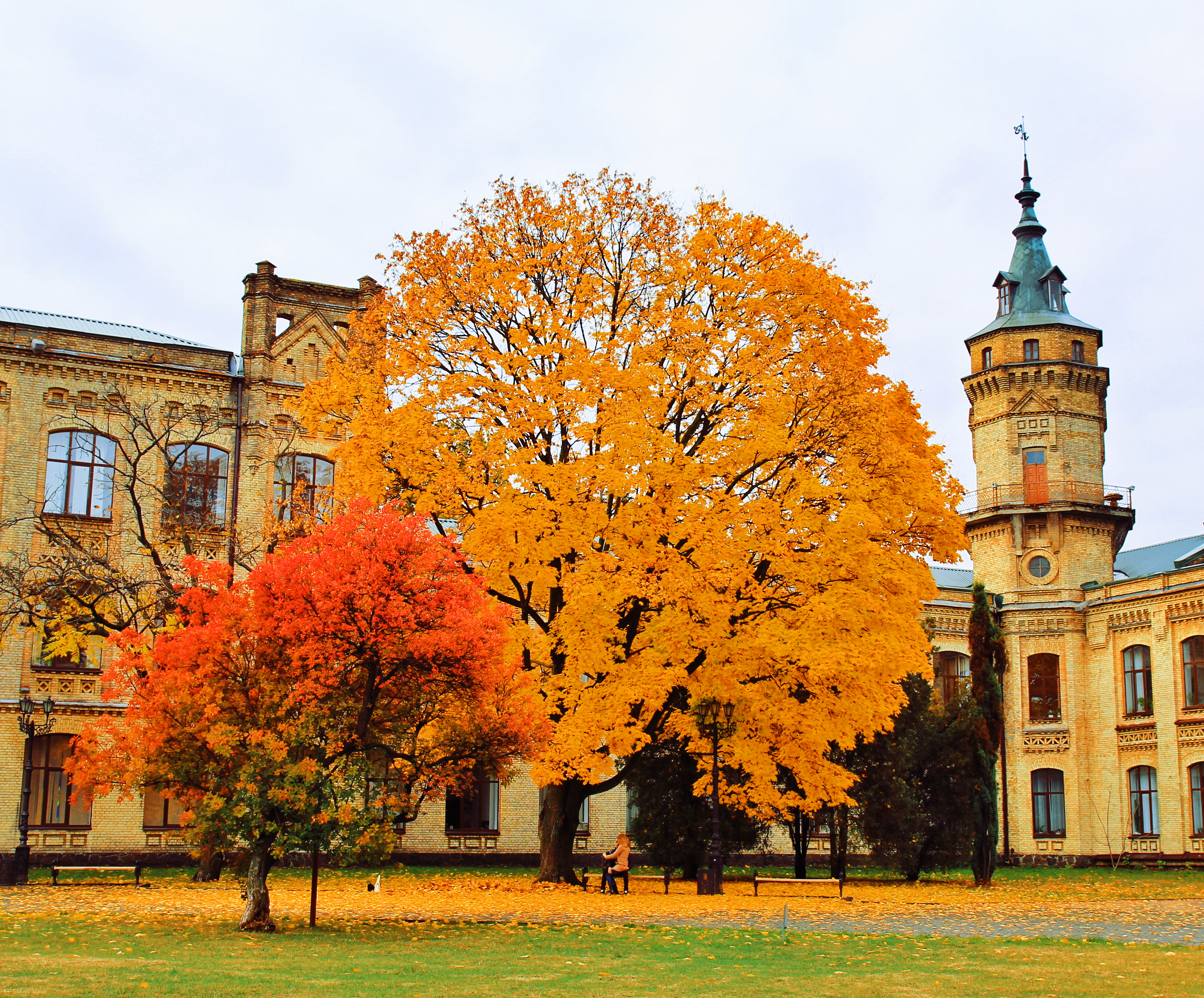
Главный корпус НТУУ «КПИ, Международный университет финансов»

- 1 корпус: Ректорат, администрация университета, Зал заседаний Учёного совета, профессорско-преподавательский клуб «Alma Mater», Физико-технический институт, Механико-машиностроительный институт, Факультет менеджмента и маркетинга, Приборостроительный факультет, Физико-математический факультет, Учебно-методологический комплекс «Институт последипломного образования», Украинский институт информационных технологий в образовании, Международный университет финансов. Памятник архитектуры, главный корпус КПИ.

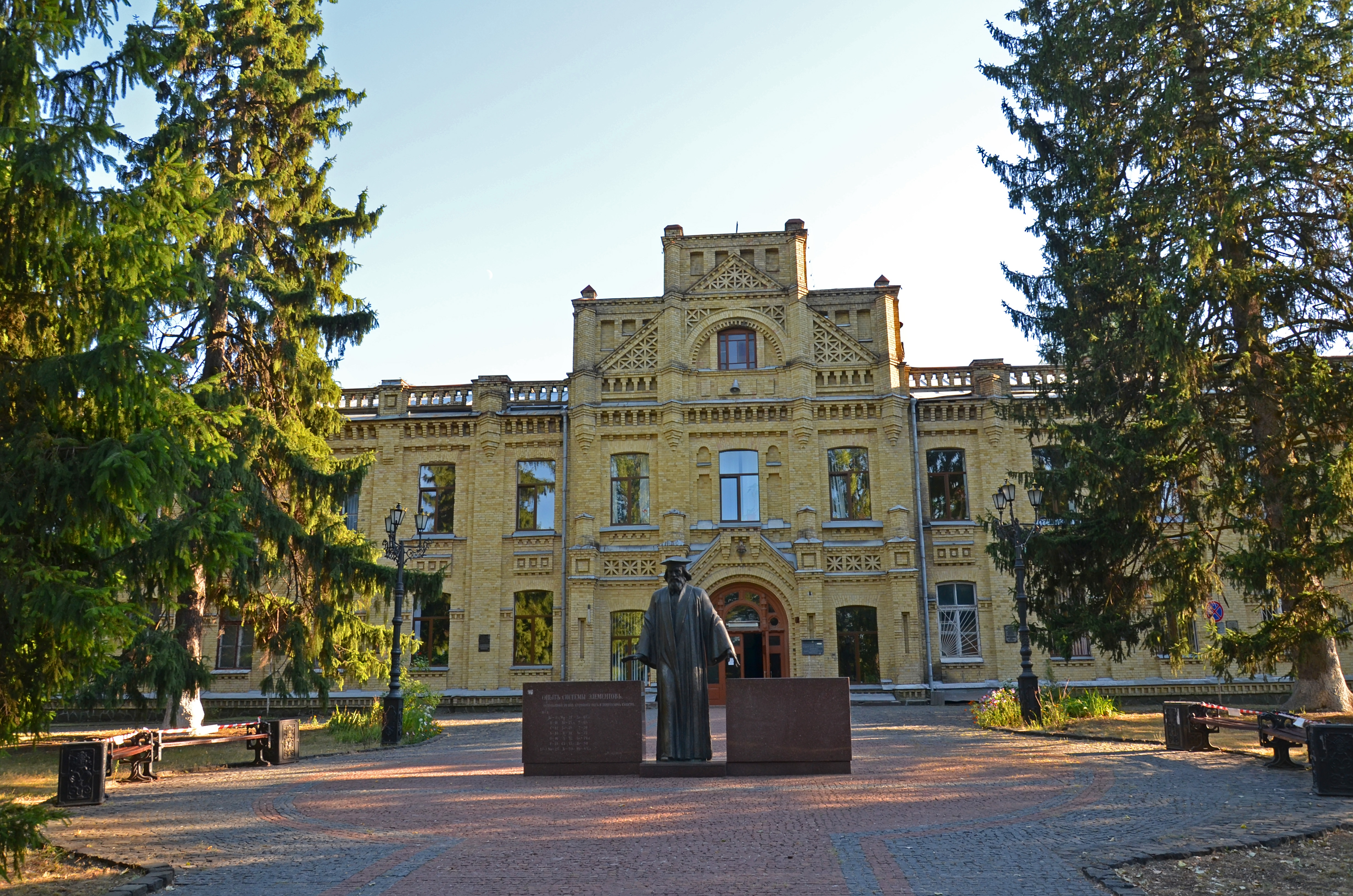
Четвёртый корпус НТУУ «КПИ»

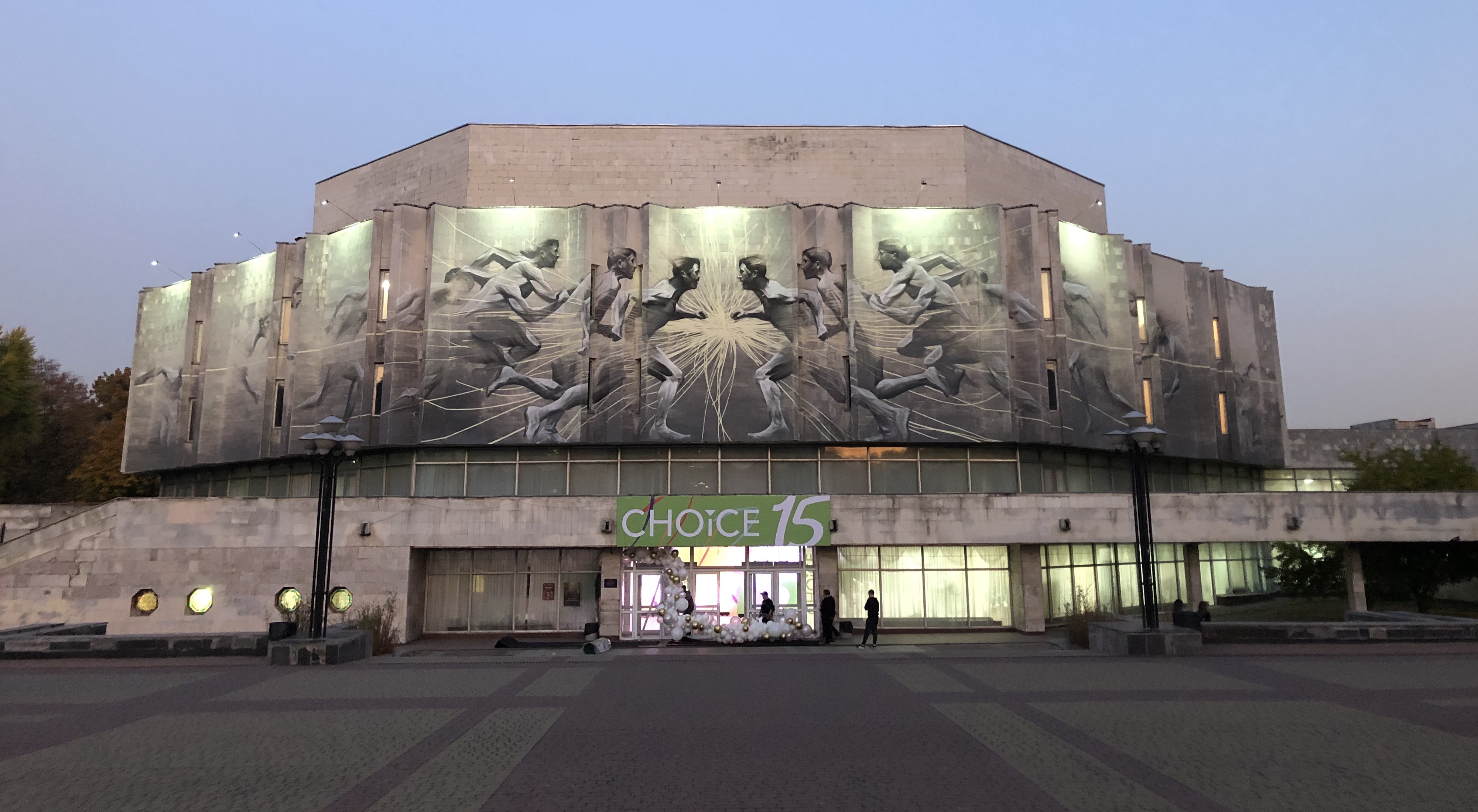
Центр культуры и искусств НТУУ «КПИ»

- 2 корпус: Химико-технологический факультет, Факультет электроники, Научно-исследовательский институт прикладной электроники.
- 3 корпус: Отель КПИ.
- 4 корпус: Памятник архитектуры, химический корпус НТУУ «КПИ». Химико-технологический факультет, Факультет биотехники и биотехнологий.
- 5 корпус: Теплоэнергетический факультет.
- 6 корпус: Государственный политехнический музей Украины, Отдел авиации и космонавтики им. И. Сикорского при Государственном политехническом музее Украины, офис «DAAD», Ассоциация выпускников НТУУ «КПИ», Научный парк «Киевская политехника», Украинско-китайский центр НТУУ «КПИ», Украинско-польский центр НТУУ «КПИ», Украинско-французский центр НТУУ «КПИ», Мировой центр данных по геоинформатики и устойчивому развитию (СЦД-Украина). Памятник архитектуры.
- 7 корпус: Физико-математический факультет, Факультет социологии и права, Факультет лингвистики, Факультет менеджмента и маркетинга, Механико-машиностроительный институт, Политехнический лицей, Украинско-израильский центр НТУУ «КПИ». Строительство комплекса 1975—1985 годы. Корпус общетехнического факультета.
- 8 корпус: Издательско-полиграфический институт.
- 9 корпус: Инженерно-физический факультет.
- 10 корпус: Подразделение охраны и безопасности, территориальный отдел милиции, отдел главного энергетика.
- 11 корпус: Физико-технический институт, Конструкторское бюро «Шторм».
- 12 корпус: Факультет электроники.
- 13 корпус: Компьютерный центр, Конструкторское бюро информационных систем.
- 14 корпус: Факультет прикладной математики, Институт прикладного системного анализа, Институт мониторинга качества образования.
- 15 корпус: Факультет прикладной математики, издательско-полиграфический институт. Магазин «Техническая книга».
- 16 корпус: Архив НТУУ «КПИ», Институт мониторинга качества образования, приёмная комиссия.
- 17 корпус: Радиотехнический факультет.
- 18 корпус: Факультет информатики и вычислительной техники
- 19 корпус: Инженерно-химический факультет, Факультет социологии и права, Физико-математический факультет, Инженерно-физический факультет.
- 20 корпус: Факультет электроэнерготехники и автоматики, Приборостроительный факультет.
- 21 корпус: Химико-технологический факультет, Приборостроительный факультет.
- 22 корпус: Институт энергосбережения и энергоменеджмента, Механико-машиностроительный институт. Построенный в 1974 году для студентов горной электромеханики.
- 23 корпус: Сварочный факультет.
- 24 корпус: Спорткомплекс НТУУ «КПИ» (ЦФВС — центр физического воспитания и спорта). Построен в 1983 году. Учебный бассейн, плавательный бассейн, спортивные залы, 2 футбольных поля.
- 25 корпус: Издательско-полиграфический институт, кафедра графики.
- 26 корпус: УНК «ИПСА», кафедра СП, факультет курсовой подготовки, курсы английского языка, курсы немецкого языка.
- 27 корпус: Институт специальной связи и защиты информации, военная кафедра.
- 28 корпус: Институт аэрокосмических технологий, Межотраслевой научно-исследовательский институт проблем механики «Ритм».
- 29 корпус: Адрес: ул. Львовская, 28 (Святошино, станция метро Житомирская).
- 30 корпус: Институт телекоммуникационных систем.
- 31 корпус: Факультет биомедицинской инженерии, Центр международного образования, Государственная аккредитационная комиссия.
- 33 корпус: Административно-хозяйственный, студенческий санаторий-профилакторий.
- 35 корпус: Институт прикладного системного анализа. Согласно национальному плану при строительстве института — столовая КПИ.
- Студгородок:
  - 20 корпусов студенческих общежитий
  - Поликлиника НТУУ «КПИ»
- Научно-техническая библиотека имени Г. И. Денисенко НТУУ «КПИ»[5]
- Украинско-японский центр НТУУ «КПИ», 4 этаж библиотеки[6]

## Поступление
Поступление в вуз происходит в итоге конкурса сертификатов Украинского центра оценивания качества образования. Конкурс в КПИ в 2021 году составил 6,5 человека на одно бюджетное место. Вне конкурса, но при условии подачи сертификатов с определённым количеством баллов, поступают инвалиды, дети-сироты и другие категории граждан. Иностранцы поступают на контрактной основе или согласно межгосударственным договорам по итогам собеседования.
Неоднократно Национальный технический университет Украины «Киевский политехнический институт» (КПИ) возглавлял рейтинг лучших вузов Украины. В 2011 году КПИ впервые вошёл в седьмую сотню рейтинга университетов QS World University Rankings. В 2012 году он занял 650-е место, уступив Донецкому национальному университету (626-е место).

## Ректоры
- 1898—1902 — В. Л. Кирпичёв
- 1902—1904 — М. И. Коновалов
- 1904—1905 — К. А. Зворыкин
- 1905—1906 — Н. П. Чирвинский
- 1906—1908 — В. Ф. Тимофеев
- 1908—1911 — К. Г. Дементьев
- 1911—1917 — И. Д. Жуков
- 1917—1919 — П. Ф. Ерченко
- 1919—1920 — Г. Г. Де-Метц
- 1919—1920 — А. Я. Ступин
- 1920—1921 — С. Ф. Веселовский
- 1921 — И. А. Кухаренко
- 1921—1929 — В. Ф. Бобров
- 1929—1930 — Д. Ф. Мельников
- 1934—1936 — Н. Ф. Ефимов
- 1936—1937 — П. Г. Жихарев
- 1937—1941 — Н. Ф. Шпилько
- 1941—1942 — Н. И. Величковский
- 1944—1952, 1955—1971 — А. С. Плыгунов
- 1952—1955 — В. Н. Гриднев
- 1955 — И. Т. Швец
- 1971—1987 — Г. И. Денисенко
- 1987—1992 — П. М. Таланчук
- 1992—2024 — М. З. Згуровский
- с 2024 — А. А. Мельниченко

## Структурные подразделения университета

### Институты

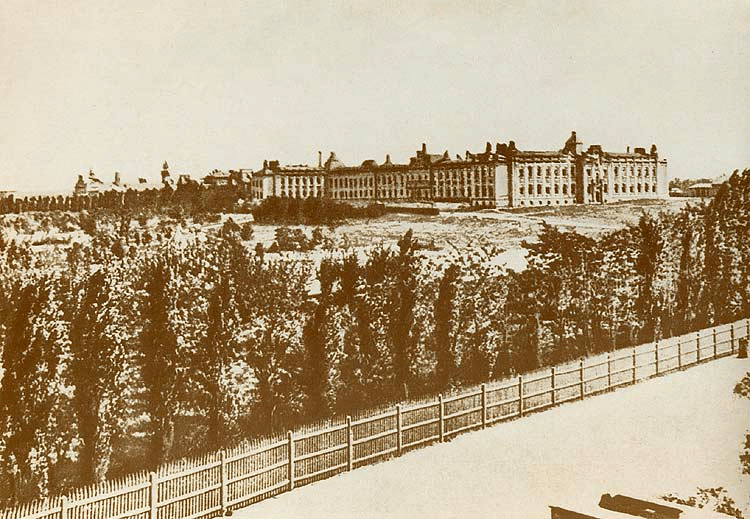
Киевский политехнический институт, XIX ст.

- Учебно-научный комплекс «Институт прикладного системного анализа» (ИПСА)[9]
- Институт материаловедения и сварки им. Е.А. Патона (ИМЗ) Архивная копия от 8 января 2021 на Wayback Machine
- Физико-технический институт (ФТИ)[10]
- Издательско-полиграфический институт (ИПИ, ВПИ)[11]
- Механико-машиностроительный институт (ММИ)[12][13]
- Институт аэрокосмических систем (ИАТ)
- Институт энергосбережения и энергоменеджмента (ИЕЕ)
- Институт телекоммуникационных систем (ИТС)
- Институт специальной связи и защиты информации (ИССЗИ)
- Институт последипломного образования
- Институт доуниверситетской подготовки и профессиональной ориентации

### Факультеты
- Факультет информатики и вычислительной техники (ФИВТ)[14]
- Факультет прикладной математики (ФПМ)[15]
- Факультет второго высшего и последипломного образования учебно-научного комплекса «Институт прикладного системного анализа»
- Физико-математический факультет (ФМФ)[16]
- Теплоэнергетический факультет (ТЭФ)[17]
- Факультет электроники (ФЭЛ)[18]
- Факультет электроэнерготехники и автоматики (ФЭА)[19]
- Инженерно-химический факультет (ИХФ)[20]
- Химико-технологический факультет (ХТФ)[21]
- Факультет биомедицинской инженерии (ФБМИ)[22]
- Приборостроительный факультет (ПСФ)[23]
- Радиотехнический факультет (РТФ)
- Факультет биотехнологии и биотехники (ФБТ)[24]
- Факультет лингвистики (ФЛ)[25]
- Факультет менеджмента и маркетинга (ФММ)[26]
- Факультет социологии и права (ФСП)[27]

### Другие подразделения
- Конструкторское бюро информационных систем
- Світовий центр даних
- НТО «КПИ-Телеком»[28].
- Академия Cisco[29] (курсы Cisco) и Linux Professional Institute (курсы Linux, LPI) на базе корпусов 12 и 17

## Аспирантура
- Отдел аспирантуры НТУУ КПИ[30]

## Научные издания

### Журналы
- Международный научно-технический журнал «Известия высших учебных заведений. Радиоэлектроника» (англоязычная версия — Radioelectronics and Communications Systems)
- Международный научно-технический журнал «Системні дослідження та інформаційні технології»[31]
- Журнал «Наукові вісті НТУУ „КПІ“»[32]
- Журнал «Электроника и связь»[33]
- Журнал «Вестник НТУУ „КПИ“ Радиотехника. Радиоаппаратостроение»[34]
- Журнал «Вестник НТУУ „КПИ“ Приборостроение»[35]
- Журнал «Вестник НТУУ „КПИ“ Машиностроение»[36]
- Журнал «Вестник НТУУ „КПИ“ Информатика, управление и вычислительная техника»[37]
- Журнал «Вестник НТУУ „КПИ“ Философия. Психология. Педагогика»[38]
- Журнал «Экономический вестник НТУУ „КПИ“»[39]
- Журнал «Вестник НТУУ „КПИ“ Гірництво»[40]

При университете функционирует ряд организаций, которые помогают студентам реализовывать свои творческие идеи и отстаивать свои права студенческий Профком, студсовет студенческого городка НТСА, студсовет, профком сотрудников  Архивная копия от 16 мая 2010 на Wayback Machine, студенческая социальная служба.

## Награды и репутация

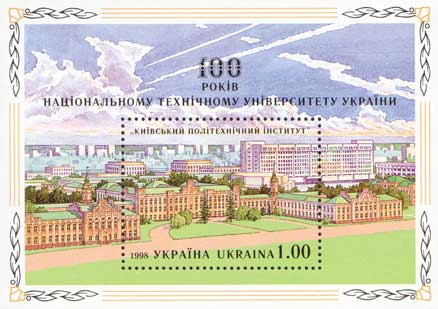
Почтовая марка Украины в честь 100 летия университета (1998)

- 9 октября 1948 года — орден Ленина за достигнутые успехи в подготовке кадров для народного хозяйства и в связи с 50-летием со дня основания.
- 20 марта 1972 года — орден Народной Республики Болгария III-й степени за большие заслуги в подготовке кадров и предоставленную помощь в развитии высшего образования в Народной Республике Болгария.
- 20 июня 1984 года — орден заслуги Польской Народной Республики III-й степени за выдающиеся заслуги в сфере подготовки польских научных кадров.
- 2 октября 2008 года — орден «Дружбы» за большие заслуги и содействие Вьетнаму в сфере образования, подготовки кадров, и научных исследований, за активный вклад в укрепление и развитие традиционных дружеских отношений и сотрудничества между Вьетнамом и Украиной.
- В 2014 году агентство «Эксперт РА» присвоило высшему учебному заведению рейтинговый класс «В» означающий «очень высокий» уровень подготовки выпускников; единственным вузом в СНГ получившим в данном рейтинге класс «А» («исключительно высокий уровень») стал МГУ[43].
- В 2020 году вошёл в рейтинг QS World University Rankings 2020, заняв среди украинских вузов 4-е место, уступив ХНУ им. В. Н. Каразина, КНУ им. Тараса Шевченко и НТУ «Харьковский политехнический университет», а в мировом рейтинге QS World University Rankings 2020 с 701 по 750 место по разным категориям оценки.

## Памятники
- Памятник Д. И. Менделееву — расположен у фасада 4 корпуса.
- Памятник поэту, светскому и духовному владыке Черногории Петару Негошу в сквере возле научно-технической библиотеки университета. Открыт в июне 2013 года.
- Памятник Елене Телиге напротив корпуса ФЭЛ.
- Памятник Игорю Сикорскому — за библиотекой КПИ.
- Памятник камушку — за 4 корпусом.
- Памятник Конфуцию — на Площади Знаний.